# قرة كند (مراغة)
قرة كند هي قرية في مقاطعة مراغة، إيران. عدد سكان هذه القرية هو 257 في سنة 2006.